# Владычица Озера
Владычица Озера, она же Озёрная фея (англ. Lady of the Lake) — персонаж или ряд персонажей в цикле Артуровских легенд. Леди Озера (как персонаж) впервые появилась во французском рыцарском романе в начале 13 века.

## Персонаж
Различные авторы и переписчики давали ей имена, которые варьируются от Нимуэ до Вивианы: Nimueh, Viviane, Niniane, Ninianne, Nyneve и другие вариации. В русском переводе — «Дева Озера» или «Леди Озера» (lady переводится с английского как «госпожа» и используется как в уважительном обращении к женщине, так и в прямом значении «владычица», «повелительница»).
Называемая так женщина, обладающая магическими силами, совершила следующие значимые для общего сюжета артуровского цикла поступки.
- Вырастила Ланселота Озёрного после смерти его отца (отсюда его прозвище). Вариант — похитила младенца. Как вариант историки рассматривают, что во время скитания Мерлина в надежде найти «заместителя» Артура в королевстве, он обращается к Владычице Озера, которая ему советует отправиться на остров, где живёт Ланселот. Когда Мерлин приезжает туда, то забирает Ланселота в Камелот. Но оказывается, что волшебник ошибся — не Ланселот был указан ему Владычицей Озера, а его сын Галахад.
- Выучилась магии у Мерлина и затем, зачаровав, погубила его.
- Сделала Артуру меч Экскалибур и забрала его обратно после его смерти (подробнее см. Экскалибур).
- Вместе с другими загадочными королевами отвезла Артура на Авалон.

В зависимости от вариантов легенды, все эти поступки могли быть совершены одним персонажем.

## Владычица Озера в легендах и рыцарских романах

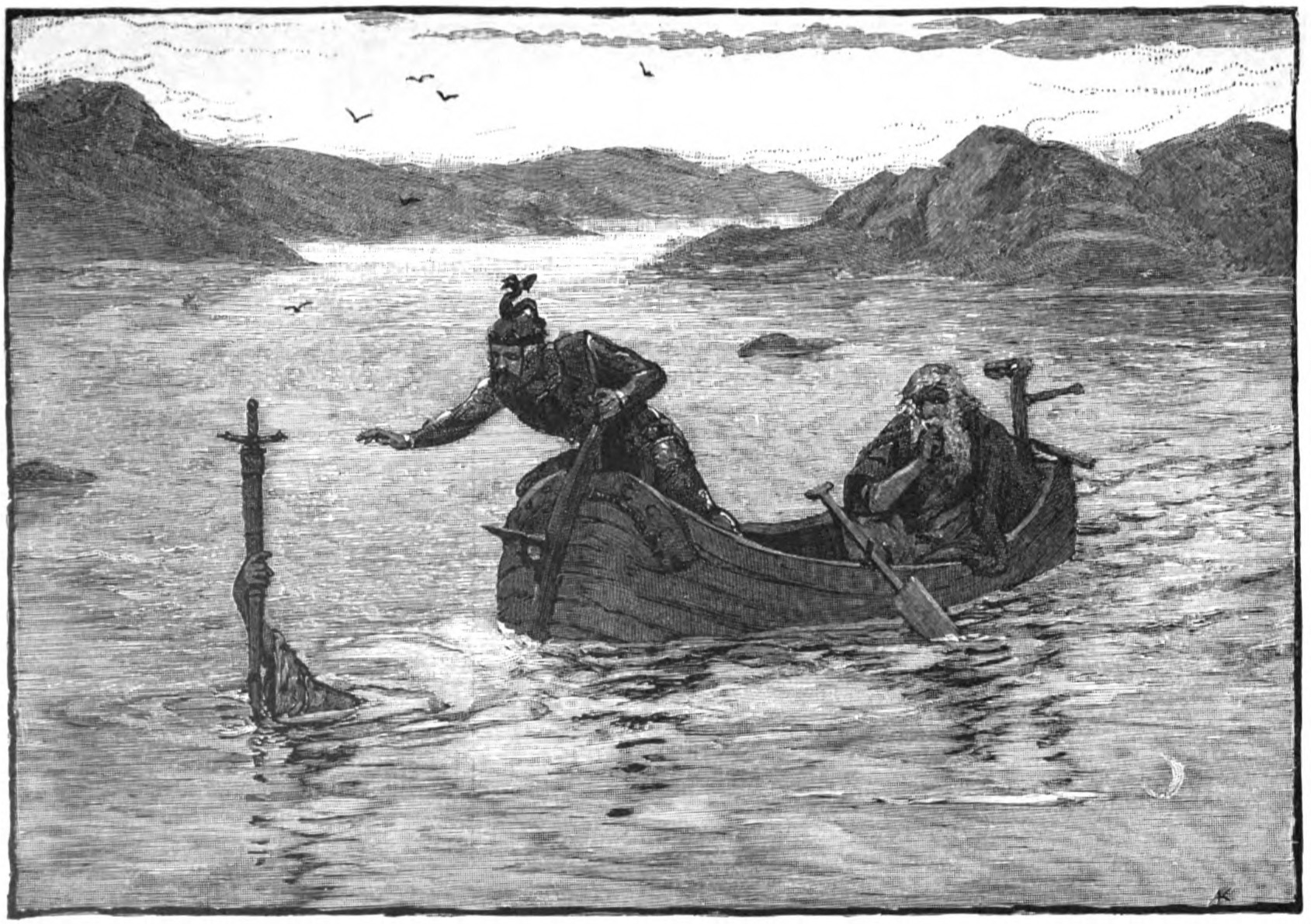
Мерлин, показывающий Артуру руку Владычицы Озера с Экскалибуром

### Происхождение образа и первые тексты
Происхождение образа Владычицы Озера, вероятней всего, древнее языческое, как и у феи Морганы, и обе они, скорее всего, развились из одной традиции. Первые упоминания Авалона, магического острова, с которым часто ассоциируются обе эти волшебницы, находим у Гальфрида Монмутского в его «Истории королей Британии». Гальфрид говорит, что меч Артура Caliburn был выкован там, и пишет, что Артура забрали туда после битвы с Мордредом, чтобы вылечить.
Кретьен де Труа в своём романе «Ланселот, или рыцарь тележки», упоминает о том, что его персонажа вырастила водяная фея, которая дала ему кольцо, защищающее от магических сил. Жизнь Ланселота у Владычицы Озера более подробно прорабатывается в германской версии Ульриха фон Цацикховена в прозаическом «Lancelot Proper», который позже превратится в «Lancelot-Grail Cycle». Из них мы узнаём, что Владычица Озера вырастила младенца Ланселота после того, как его отец король Бан был убит своими врагами. Было выдвинуто предположение, что эти три перечисленных произведения развились из потерянной книги о Ланселоте, скорее всего, предшествовавшей версии Ульриха.
Характер персонажа имеет черты некоторого сходства с морской богиней Фетидой из древнегреческой мифологии. Как и Владычица Озера, Фетида — морской дух, который растит величайшего воина своего времени (в данном случае — своего сына Ахилла). Мужа Фетиды зовут Пелей, в то время, как в некоторых текстах Владычица Озера берёт себе в любовники сэра Пеллеаса (Pelleas). Фетида использует магию, чтобы сделать своего сына неуязвимым, и позже даёт ему щит и доспехи, выкованные богом Гефестом — а Ланселот получает кольцо, которое защищает его от любой магии и доставляет Экскалибур королю. 
Кроме того, Владычица Озера имеет много сходных черт с феей Мелюзиной.

### Развитие образа в рыцарских романах

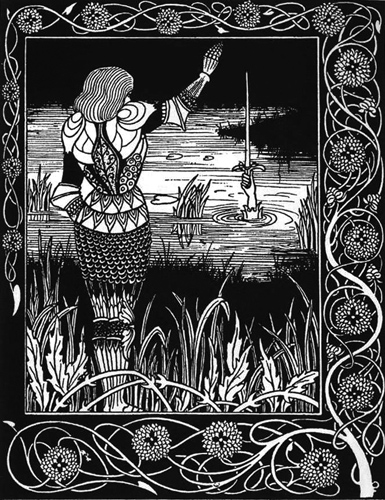
Сэр Бедивер возвращает по просьбе умирающего Артура Экскалибур Владычице Озера. Иллюстрация Обри Бердслея

Предыстория Владычицы рассказывается в «Lancelot-Grail Cycle». Там ей даётся имя — Вивиана (Viviane). Сюжет о её взаимодействии с Мерлином хронологически предшествует действиям Ланселота, хотя и написан был позже. Рассказывается, что Вивиана научилась своей магии у Мерлина, который глубоко полюбил её. Она отказалась отвечать ему взаимностью, пока он не поведает ей все свои секреты, а когда он открывается ей, она использует всю свою магию, чтобы заманить его в ловушку и погрести его под камнем (под горой). Но так как Мерлин мог видеть будущее, он знал, что так случится — но был бессилен этого избежать.
«Post-Vulgate Cycle» целиком фокусируется на ранних приключениях Ланселота и расщепляет персонаж Владычицы Озера на два отдельных характера. Первая из них, гуманная и добрая, даёт Артуру его меч Экскалибур после того, как ломается его предыдущий меч, но требует, чтобы он отплатил ей услугой, когда она этого потребует. Некоторое время спустя она появляется при дворе и требует у Артура казни сэра Балина, объясняя это тем, что у её семьи с ним вендетта. Вместо этого сэр Балин отрубает ей голову и за это изгоняется от двора. Вторая Владычица Озера из «Пост-Вульгаты» зовётся Нинианна (Ninianne) и её история очень сходна с той, которая рассказывается в «Lancelot-Grail» (см. выше). Сэр Томас Мэлори использовал оба образа в своей «Смерти Артура»: первую даму он оставляет безымянной, а соблазнительнице Мерлина даёт имя Нимуэ (Nimueh). Нимуэ появляется и во многих других эпизодах книги Мэлори.

## В литературе Нового Времени

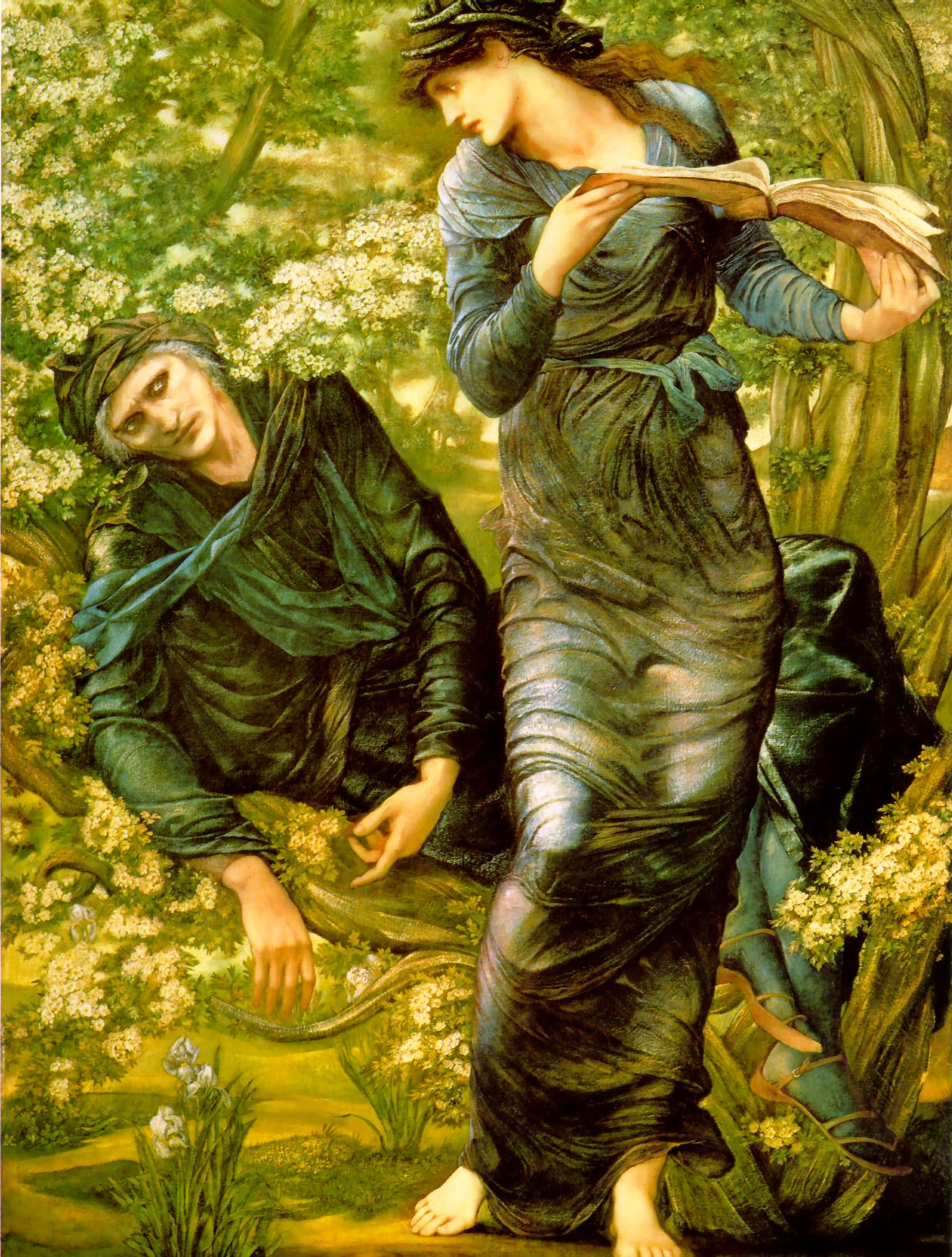
Эдвард Бёрн-Джонс. Нимуэ околдовывает Мерлина («Зачарованный Мерлин»)

### Поэма Вальтера Скотта и её музыкальные инсценировки
В 1810 г. Вальтер Скотт написал популярную поэму под названием «Дева Озера», в которой он использовал все сюжетные повороты легенды, но перенёс действие в конкретное место, в родные шотландские земли на Лох-Катрин. Джоаккино Россини использовал это произведение для создания оперы под тем же названием («La Donna del Lago») в 1819 г. (Эта опера заложила моду на музыкальные постановки по произведениям Скотта, из которых самой популярной оказалась «Лючия ди Ламмермур» Доницетти).
Три песни Элейн из поэмы Скотта были положены на музыку Францем Шубертом (D. 837 — D. 839 — Ellens Gesang I, Ellens Gesang II, Ellens Gesang III). Музыка для 3-й песни стала более известной после того, как на неё положили знаменитую молитву Аве Мария, и она превратилась в т. н. «Ave Maria Шуберта».

### Теннисон
Альфред Теннисон использовал ряд историй о Владычице Озера в своём поэтическом цикле «Идиллии короля» (1859), где также делит её на двух персонажей: Вивьен (Vivien) — это лживая злодейка, губящая Мерлина, в то время, как Владычица Озера — это воспитательница Ланселота и дарительница Экскалибура.

## В современной культуре

### В фэнтези и фантастике
Нимуэ появляется в эпопее Т. Х. Уайта «Король былого и грядущего» как объект любви Мерлина. Согласно с классической версией легенды, она заманивает волшебника в ловушку в пещере. Отличие — Мерлин воспринимает это не как зло, а, скорее, как каникулы.
Этот персонаж играет заметную роль в «Туманах Авалона» М. З. Брэдли, где «Владычица Озера» оказывается наименованием должности, которую сначала занимает Вивиана, затем Ниниана, а затем Моргана, в то время как Мерлина соблазняет Нимуэ. В этой версии Нимуэ — симпатичная трагическая фигура, влюбляющаяся в волшебника, в то время как её долг заставляет погубить его. После этого она кончает с собой.
В завершающей части трилогии Мэри Стюарт о Мерлине — «Последнее волшебство» — стареющий Мерлин, предсказавший своё заточение в хрустальном гроте в конце жизни, добровольно передаёт свои силы Ниниане, своей юной возлюбленной. После ухода Мерлина Ниниана занимает его место советника Артура.
Анджей Сапковский ввёл Нимуэ в свою сагу о ведьмаке, и сфокусировался на ней в финальном романе саги «Владычица озера» (1999). В его версии Нимуэ — девочка из семьи колесника, услышавшая о приключениях Цири и Геральта от бродячего сказочника Посвиста. Позднее она стала адептом магии и во время свидания с любовником увидела Цири в её странствиях. Став Владычицей Озера, она посвятила всю жизнь изучению этой легенды и открыла для Цири портал к замку Стигга. Кроме того, рыцарь круглого стола Галахад принимает Цири за Владычицу Озера, когда впервые её встречает. В дальнейшем по сюжету, Цири тоже будет называться владычицей.
Также персонаж Нимуэ играет важную роль в истории, рассказанной создателями сериала «Мерлин», который вышел на телеканале BBC в 2008 г. Она предстаёт могущественной колдуньей, одной из жриц Старой Религии. Согласно сериалу, Нимуэ помогла жене Утера Пендрагона, Игрейне, родить Артура, воспользовавшись магией. Игрейна погибает, и на двадцать лет Нимуэ подвергается гонениям, всячески мстя Утеру. Погибает от рук Мерлина.
В историко-фантастическом романе Андре Нортон «Зеркало Мерлина» Нимуэ (там — Нимье/Леди Озера) присутствует как изначально противопоставленный Мерлину персонаж. Она запирает его в пещере в то время, как маг должен обучить юного Артура тому, что знает (в романе они принадлежат к одному народу со стороны отцов и, следовательно, обладают схожими способностями в магии). Освободившись из заточения, Мерлин успевает возвести Артура на трон, а Нимье путём интриг развязывает войну, в результате которой король получает смертельное ранение.
В последнем романе Кира Булычёва из цикла про Алису Селезнёву «Принцы в башне» присутствуют фея Моргана, помогающая Ричарду III захватить власть, и Озёрная фея, которой Алиса помогает одолеть Моргану, чтобы спасти принцев-наследников убитого короля (Алиса забирает их с собой в будущее, и их судьба так и остаётся исторической загадкой).
Владычица Озера (Озёрная дева, Озёрная фея) упоминалась в серии «Пассажир из Авалона» третьего сезона научно-фантастического сериала «Вавилон-5». Там рассказывалось о земном военнослужащем, после войны возомнившим себя королём Артуром. Он участвовал в трагических событиях при первом контакте землян с минбарцами, когда приветствие последних, неправильно истолкованное землянами как знак агрессии, привело к военному столкновению. Данный человек, оператор корабельных орудий, произвёл роковые выстрелы, приведшие к войне, участвовал в ней до самого последнего её дня и выжил. Но психика военнослужащего не выдержала потрясений, и уже после окончания войны он стал считать себя легендарным королём и даже нашёл меч, который он посчитал за Экскалибур. В его сознании приветствие минбарских военных с открытыми оружейными створками на их кораблях (символ уважения) сменилось на обнажение меча рыцарем, которое также было принято окружающими за враждебное действие. «Артур» верил, что положит конец преследовавшим его страданиям, вернув меч Владычице Озера; он добрался до станции «Вавилон-5», вызвав там определённые недопонимания, и в конце концов отдал оружие Деленн, которая и приняла роль Владычицы. По иронии судьбы, Деленн была представительницей минбарцев, с которыми «Артур» ранее и воевал.
В сеттинге Warhammer Fantasy Владычица озера является главной богиней Бретоннии, широко почитаемой на её землях, но едва известной за их пределами. Она является богиней чистоты, благородства и смелости перед лицом опасности.

### В кинематографе
- В телесериале «Туманы Авалона», экранизации романа, роль Вивианы исполняет Анжелика Хьюстон.
- В телефильме «Великий Мерлин» Изабелла Росселлини играет Нимуэ, влюбляющуюся в Мерлина. Этот персонаж отличен от коварной королевы Мэб, которую играет Миранда Ричардсон. Она же исполняет и отдельную роль Владычицы озера.
- В телесериале «Мерлин» 2008 года роль Нимуэ исполняет Мишель Райан.
- В сериале «Волшебная книга старого дома» роль Вивиен (в образе Злой Владычицы Озера) исполнила начинающая актриса Анна Лыкова.
- В 5 сезоне телесериала «Однажды в сказке» Нимуэ — возлюбленная Мерлина и первый носитель Тёмного Мага (однако, Владычица Озера здесь не она).
- В сериале «Зачарованные» в 6 сезоне.
- В 4 серии второго сезона сериала «Библиотекари» Владычица Озера предлагает Кассандре присоединиться к «Озеру». Роль исполняет Бет Рисграф.
- В фильме «Меч короля Артура».
- В фильме «Хеллбой» роль исполняет Милла Йовович.
- В сериале «Проклятая» (2020) роль Нимуэ, дочери Мерлина и королевы Фей, а также возлюбленной Артура, исполняет Кэтрин Лэнгфорд.
- Нимуэ появилась в первой серии 3 сезона сериала «Наследия» (2018) в исполнении Теодоры Миранн.
- В первом сезоне сериала «Зимний король» (2023) роль Нимуэ исполняет Элли Джеймс.

### В компьютерных играх
- В игре Ecstatica Владычица Озера получает от главного героя меч и посвящает его в рыцари.
- В игре Ведьмак 3: Дикая Охота — Кровь и Вино— наоборот: Владычица Озера вручает герою уникальный меч, и при определённом варианте сюжета посвящает героя в рыцари.
- В игре Sonic & the Black Knight персонаж Nimue, Lady of the Lake которой была Эми, рассказывает Сонику о рыцарях Круглого стола.
- В игре Lineage 2 персонаж Озерная Леди является последним в цепочке заданий для статуса дворянина.
- В игре God of War: Ragnarök в одном из диалогов персонаж Мимир упоминает озерную нимфу по имени Нимуэ, которая делала лучшие мечи.
- В серии игр Age of Wonders Нимуэ является одним из магов Круга, повелевающая морями и обладающими непредсказуемым характером.

### Прочее
- Английская рок-группа Rainbow под руководством Ричи Блэкмора и Ронни Дио посвятила Владычице Озера песню «Lady of the Lake» на альбоме Long Live Rock'n'Roll.
- Композиция «La Dame Du Lac» присутствует на посвящённом артуровской тематике альбоме бретонского музыканта Алана Стивелла «The Mist of Avalon».
- В «Spamalot», музыкальной адаптации фильма «Монти Пайтон и Священный Грааль», Владычица Озера становится ведущим женским образом. Она трафаретная дива, чему свидетельство её соло во 2-м акте («Diva’s Lament (Whatever Happened to My Part?)»). Она страстно жаждет, чтобы Артур на ней женился, доходя до того, что надевает платье, превращающееся в подвенечное от одного движения. Её настоящее имя раскрывается в конце — это Гвиневра. Исполнительница этой роли, Сара Рамирес, получила Tony Award 2005 г. за лучшую женскую роль.
- Автор детективных романов Рэймонд Чандлер в 1943 г. создаёт роман «The Lady in the Lake», сюжетом которого становится цепь загадочных смертей в горах Сан-Бернардино. Здесь символическим Артуром, ищущим Грааль истины и руководствующимся кодексом чести становится любимый герой Чандлера Филип Марлоу. Как и в оригинальных сказаниях, его Владычица Озера оказывается не тем, чем кажется с первого взгляда и оказывает опустошающий эффект на своего возлюбленного.
- В цикле Колесо Времени Роберта Джордана существует женский персонаж по имени Найнив (англ. Nynaeve). По сюжету книги она — Направляющая, способна использовать Силу, что аналогично ворожбе. Также обладает исключительными способностями к Исцелению, в её биографии есть один момент: изначально использовать Силу по своему желанию она не могла, так как у неё имелся психологический блок. Но после случая связанного с попыткой её утопления ей удаётся избавиться от блока и полноценно направлять силу (т.о. вода даёт ей силу). Цикл Джордана и его персонажи (не только выписанные с большой тщательностью, но и носящие вдумчиво подобранные имена) — это причудливое переплетение различных мифов, легенд и религиозных текстов вкупе с динамическим сюжетом, и, зная его любовь к использованию в качестве прототипа героев легендарных, мифических или исторических персонажей, можно смело утверждать, что именно Дева Озера в данном случае легла в основу персонажа Найнив.
- Русская фолк-группа «Драконь» посвятила истории о Мерлине и Владычице Озера песню '«Баллада О чародейском счастье».
- В одном из миров коллекционной карточной игры Magic: The Gathering—Элдраине, вдохновленный европейским эпосом, живут мерфолки. Их предводительницей является Эмри, которая тесно связана с артефактами[1].